# 다카라즈카 가극단 69기생
다카라즈카 가극단 69기생은 1981년에 다카라즈카 음악학교에 입학하여, 1983년에 졸업, 다카라즈카 가극단에 입단했고, 「봄의 춤 <남반꽃 사라사>」 「문라이트 로망스」로 초무대를 밟은 44명을 가리킨다.

## 개요
수석졸업은 전 츠키구미・소라구미 조장이자 여역 스타인 이즈모 아야이다. 전 유키구미 톱여역 칸나 미호, 그리고 3명의 톱스타 (쿠제 세이카, 타카네 후부키, 아사지 사키)를 배출했다. 칸나는 당시 매우 빠르게 발탁된 톱여역 취임이었다. 또한 남역인 쿠제 (츠키구미), 타카네 (유키구미), 아사지 (호시구미)는 동시기에 4개조 중 3개조 톱을 이 기수에서 맡는 최대의 쾌거를 이루었다. 또한 다카라즈카 80주년에서는 재단 중이었던 동기 10명 전원이 TCA스페셜에 출연하는 쾌거를 이루고, 69기의 스타나 실력 좋은 조연자가 많았음을 증명한다. 다른 주요 학생에는 남역 스타로는 카이쿄 히로키, 현재는 가극단의 안무가로써 활동하고 있는 와카오 리사, 현재는 배우와 가창 지도를 하고 있는 치아키 신, 여역 스타로는 미츠키 아유, 단 히로미 등이 있다.
2008년 이즈모 아야의 퇴단으로 69기 전원이 퇴단하였다.

## 일람
| 예명            | 생일      | 출신지                       | 출신 학교                              | 예명의 유래                                   | 애칭             | 역할 | 퇴단년도 | 비고 |
| --------------- | --------- | ---------------------------- | -------------------------------------- | --------------------------------------------- | ---------------- | ---- | -------- | --- |
| 愛風ひかる      | 6월 16일  | 사이타마현 사야마시          | 도쿄죠가쿠칸고등학교                   | 가족이 고안                                   | 케이코짱         | 여역 | 1988년   | 일본무용 하나야나기 타키쵸 (花柳瀧蝶)                                                                           |
| 아이카제 히카루 | 6월 16일  | 사이타마현 사야마시          | 도쿄죠가쿠칸고등학교                   | 가족이 고안                                   | 케이코짱         | 여역 | 1988년   | 일본무용 하나야나기 타키쵸 (花柳瀧蝶)                                                                           |
| 曙真八          | 2월 21일  | 오사카부 토요나카시          | 선진고등학교                           | 아버지가 명명                                 | 타케, 신파치     | 남역 | 1988년   | |
| 아케보노 마야   | 2월 21일  | 오사카부 토요나카시          | 선진고등학교                           | 아버지가 명명                                 | 타케, 신파치     | 남역 | 1988년   | |
| 麻丘奈里        | 10월 4일  | 효고현 카와니시시            | 선진고등학교                           | 가족이 고안                                   | 야부짱, 나리     | 여역 | 1992년   | |
| 아사오카 나리   | 10월 4일  | 효고현 카와니시시            | 선진고등학교                           | 가족이 고안                                   | 야부짱, 나리     | 여역 | 1992년   | |
| 麻木瑞穂        | 10월 4일  | 도쿄도 스기나미구            | 도쿄문화학원                           | 가족이 고안                                   | 미-짱            | 여역 | 1985년   | |
| 아사기 미즈호   | 10월 4일  | 도쿄도 스기나미구            | 도쿄문화학원                           | 가족이 고안                                   | 미-짱            | 여역 | 1985년   | |
| 麻路さき        | 5월 27일  | 카나가와현 사가미하라시      | 사가미하라시립카미츠루마중학교         | 좋아하는 글자를 넣어서 자기가 고안            | 사키, 마리코     | 남역 | 1998년   | 동생 아사조노 미키 (77)                                                                                         |
| 아사지 사키     | 5월 27일  | 카나가와현 사가미하라시      | 사가미하라시립카미츠루마중학교         | 좋아하는 글자를 넣어서 자기가 고안            | 사키, 마리코     | 남역 | 1998년   | 동생 아사조노 미키 (77)                                                                                         |
| 朝露あかり      | 4월 10일  | 교토부 교토시 니시쿄구       | 노트르담죠가쿠인고등학교               | 존경하는 선생님이 명명                        | 히-짱, 히로요    | 여역 | 1987년   | 거문고 이쿠타류 오쿠오키 (生田流奥許)                                                                           |
| 아사츠유 아카리 | 4월 10일  | 교토부 교토시 니시쿄구       | 노트르담죠가쿠인고등학교               | 존경하는 선생님이 명명                        | 히-짱, 히로요    | 여역 | 1987년   | 거문고 이쿠타류 오쿠오키 (生田流奥許)                                                                           |
| 東三智          | 1월 27일  | 도쿄도 타이토시              | 토요코가쿠엔                           | 부모님과 고안                                 | TOMOE            | 남역 | 1990년   | |
| 아즈마 미치     | 1월 27일  | 도쿄도 타이토시              | 토요코가쿠엔                           | 부모님과 고안                                 | TOMOE            | 남역 | 1990년   | |
| 麻生由美        | 11월 8일  | 오사카부                     | 아이센고등학교                         | 가족이 고안                                   | 유우짱, 유카짱   | 여역 | 1990년   | |
| 아소 유미       | 11월 8일  | 오사카부                     | 아이센고등학교                         | 가족이 고안                                   | 유우짱, 유카짱   | 여역 | 1990년   | |
| 天地ひかり      | 2월 16일  | 교토부 교토시                | 세이보가쿠인고등학교                   | 존경하는 선생님이 명명                        | 이토코           | 남역 | 1995년   | 엄마 타카쿠라 아오이 (39) 퇴단 후, 우메다예술극장 프로듀서로써 활동                                             |
| 아마치 히카리   | 2월 16일  | 교토부 교토시                | 세이보가쿠인고등학교                   | 존경하는 선생님이 명명                        | 이토코           | 남역 | 1995년   | 엄마 타카쿠라 아오이 (39) 퇴단 후, 우메다예술극장 프로듀서로써 활동                                             |
| 出雲綾          | 7월 8일   | 효고현 다카라즈카시          | 효고현립다카라즈카고등학교             | 나토리나 (名取名)                             | 타키             | 여역 | 2008년   | 엄마 시라기쿠 야치요 (41) 일본무용 야마무라 와카치아야 (山村若智綾)                                             |
| 이즈모 아야     | 7월 8일   | 효고현 다카라즈카시          | 효고현립다카라즈카고등학교             | 나토리나 (名取名)                             | 타키             | 여역 | 2008년   | 엄마 시라기쿠 야치요 (41) 일본무용 야마무라 와카치아야 (山村若智綾)                                             |
| 一城茜          | 11월 5일  | 도쿄도 신주쿠구              | 다카라즈카제1중학교                    | 존경하는 선생님이 명명                        | 치타카, 치타짱   | 남역 | 1989년   | |
| 이치죠 아카네   | 11월 5일  | 도쿄도 신주쿠구              | 다카라즈카제1중학교                    | 존경하는 선생님이 명명                        | 치타카, 치타짱   | 남역 | 1989년   | |
| 卯月佳          | 4월 14일  | 오사카부 사카이시            | 오오타니가쿠엔                         | 가족이 고안                                   | 카코             | 남역 | 1992년   | |
| 우즈키 케이     | 4월 14일  | 오사카부 사카이시            | 오오타니가쿠엔                         | 가족이 고안                                   | 카코             | 남역 | 1992년   | |
| 海峡ひろき      | 6월 14일  | 사이타마현 사야마시          | 사이타마현마츠야마여자고등학교         | 존경하는 선생님이 명명                        | 미유             | 남역 | 1997년   | |
| 카이쿄 히로키   | 6월 14일  | 사이타마현 사야마시          | 사이타마현마츠야마여자고등학교         | 존경하는 선생님이 명명                        | 미유             | 남역 | 1997년   | |
| 花鏡あすか      | 12월 11일 | 오사카부 토요나카시          | 바이카가쿠엔                           | 가족이 고안                                   | 쿠리             | 남역 | 1986년   | |
| 카쿄 아스카     | 12월 11일 | 오사카부 토요나카시          | 바이카가쿠엔                           | 가족이 고안                                   | 쿠리             | 남역 | 1986년   | |
| 香奈ちこと      | 9월 20일  | 오사카부 스이타시            | 다카라즈카히가시고등학교               | 존경하는 선생님이 명명                        | 요-코짱          | 남역 | 1987년   | |
| 카나 치코토     | 9월 20일  | 오사카부 스이타시            | 다카라즈카히가시고등학교               | 존경하는 선생님이 명명                        | 요-코짱          | 남역 | 1987년   | |
| 果林いずみ      | 9월 18일  | 효고현 고베시 효고구         | 아시야여자고등학교                     | 존경하는 선생님이 명명                        | 카린, 카오리     | 여역 | 1989년   | |
| 카린 이즈미     | 9월 18일  | 효고현 고베시 효고구         | 아시야여자고등학교                     | 존경하는 선생님이 명명                        | 카린, 카오리     | 여역 | 1989년   | |
| 神奈美帆        | 1월 30일  | 오사카부 스이타시            | 키타센리고등학교                       |                                               | 얏짱             | 여역 | 1988년   | |
| 칸나 미호       | 1월 30일  | 오사카부 스이타시            | 키타센리고등학교                       |                                               | 얏짱             | 여역 | 1988년   | |
| 久世星佳        | 7월 8일   | 도쿄도 오오타구              | 도쿄죠가쿠칸                           | 생일이 한여름에 해당해서 본명에서 가족이 고안 | 논짱             | 남역 | 1997년   | |
| 쿠제 세이카     | 7월 8일   | 도쿄도 오오타구              | 도쿄죠가쿠칸                           | 생일이 한여름에 해당해서 본명에서 가족이 고안 | 논짱             | 남역 | 1997년   | |
| 黒川深雪        | 4월 20일  | 치바현 이치카와시            | 오오츠마고등학교                       |                                               | 에미             | 남역 | 1991년   | 퇴단 후, 우메다예술극장 프로두서로 활동                                                                         |
| 쿠로카와 미유키 | 4월 20일  | 치바현 이치카와시            | 오오츠마고등학교                       |                                               | 에미             | 남역 | 1991년   | 퇴단 후, 우메다예술극장 프로두서로 활동                                                                         |
| 醐代かつら      | 8월 24일  | 고치현 고치시                | 고치니시고등학교                       | 지명                                          | 마린, 마리       | 남역 | 1990년   | |
| 고다이 카츠라   | 8월 24일  | 고치현 고치시                | 고치니시고등학교                       | 지명                                          | 마린, 마리       | 남역 | 1990년   | |
| 沢木満里        | 6월 25일  | 도쿄도 에도가와구            | 도쿄도립미즈모토고등학교               | 아버지가 고안                                 | 헷도             | 남역 | 1985년   | |
| 사와키 마리     | 6월 25일  | 도쿄도 에도가와구            | 도쿄도립미즈모토고등학교               | 아버지가 고안                                 | 헷도             | 남역 | 1985년   | |
| 紫峯さぎり      | 8월 1일   | 도쿄도 쵸후시                | 쇼와고등학교                           | 존경하는 선생님이 명명                        | 요시코           | 남역 | 1986년   | 일본무용 藤間勘紫楊                                                                                             |
| 시호 사기리     | 8월 1일   | 도쿄도 쵸후시                | 쇼와고등학교                           | 존경하는 선생님이 명명                        | 요시코           | 남역 | 1986년   | 일본무용 藤間勘紫楊                                                                                             |
| 白鷺まどか      | 4월 19일  | 오사카부 미노오시            | 미노오시립제1중학교                    | 본명에서 가족이 고안                          | 마도카           | 여역 | 1993년   | 언니 세리 마치카 (59)                                                                                           |
| 시라사기 마도카 | 4월 19일  | 오사카부 미노오시            | 미노오시립제1중학교                    | 본명에서 가족이 고안                          | 마도카           | 여역 | 1993년   | 언니 세리 마치카 (59)                                                                                           |
| 白原可愛        | 8월 8일   | 사이타마현 사야마시          | 도쿄메지로가쿠엔                       | 大国神社에서 작명                             | 카아이, 캰디-    | 여역 | 1986년   | |
| 시라하라 카아이 | 8월 8일   | 사이타마현 사야마시          | 도쿄메지로가쿠엔                       | 大国神社에서 작명                             | 카아이, 캰디-    | 여역 | 1986년   | |
| 鷹月笙          | 9월 22일  | 치바현 치바시                | 와요여자대학부속고쿠부다이여자고등학교 | 부모님과 고안                                 | 노리짱, 노리코   | 남역 | 1993년   | |
| 타카츠키 쇼     | 9월 22일  | 치바현 치바시                | 와요여자대학부속고쿠부다이여자고등학교 | 부모님과 고안                                 | 노리짱, 노리코   | 남역 | 1993년   | |
| 高嶺ふぶき      | 12월 4일  | 교토부 교토시 후시미구       | 후지무라중학교                         | 존경하는 선생님이 명명                        | 유키             | 남역 | 1997년   | 올케 시오미 마호 (77)                                                                                           |
| 타카네 후부키   | 12월 4일  | 교토부 교토시 후시미구       | 후지무라중학교                         | 존경하는 선생님이 명명                        | 유키             | 남역 | 1997년   | 올케 시오미 마호 (77)                                                                                           |
| 滝はるか        | 6월 5일   | 오사카부 타카츠키시          | 오사카부립미시마고등학교               | 지인이 명명                                   | 가키             | 남역 | 1990년   | |
| 타키 하루카     | 6월 5일   | 오사카부 타카츠키시          | 오사카부립미시마고등학교               | 지인이 명명                                   | 가키             | 남역 | 1990년   | |
| 檀ひとみ        | 10월 4일  | 도쿄도 오오타구              | 코란여자고등학교                       | 존경하는 선생님과 아버지가 명명               | 단짱             | 여역 | 1988년   | |
| 단 히토미       | 10월 4일  | 도쿄도 오오타구              | 코란여자고등학교                       | 존경하는 선생님과 아버지가 명명               | 단짱             | 여역 | 1988년   | |
| 千秋慎          | 12월 25일 | 도쿄도 신주쿠구              | 도쿄도립묘쇼고등학교                   | 부친의 이름                                   | 밋키, 치아키     | 남역 | 1998년   | |
| 치아키 신       | 12월 25일 | 도쿄도 신주쿠구              | 도쿄도립묘쇼고등학교                   | 부친의 이름                                   | 밋키, 치아키     | 남역 | 1998년   | |
| 筑紫野あや      | 2월 19일  | 후쿠오카현 후쿠오카시 츄오구 | 나카무라가쿠엔여자고등학교             | 존경하는 선생님이 명명                        | 쿄-짱, 쿄코      | 여역 | 1989년   | 딸 사이즈키 츠쿠시 (97)                                                                                         |
| 츠쿠시노 아야   | 2월 19일  | 후쿠오카현 후쿠오카시 츄오구 | 나카무라가쿠엔여자고등학교             | 존경하는 선생님이 명명                        | 쿄-짱, 쿄코      | 여역 | 1989년   | 딸 사이즈키 츠쿠시 (97)                                                                                         |
| 英りお          | 6월 8일   | 도쿄도 치요다구              | 도쿄도립미타고등학교                   | 존경하는 선생님이 명명                        | オコ             | 남역 | 1992년   | 시누이 에마오 유우 (73)                                                                                         |
| 하나부사 리오   | 6월 8일   | 도쿄도 치요다구              | 도쿄도립미타고등학교                   | 존경하는 선생님이 명명                        | オコ             | 남역 | 1992년   | 시누이 에마오 유우 (73)                                                                                         |
| 聖真澄          | 4월 22일  | 도쿄도 스기나미구            | 에이후쿠고등학교                       | 가족이 고안                                   | 마스미           | 여역 | 1987년   | |
| 히지리 마스미   | 4월 22일  | 도쿄도 스기나미구            | 에이후쿠고등학교                       | 가족이 고안                                   | 마스미           | 여역 | 1987년   | |
| 瞳まりあ        | 11월 3일  | 카고시마현 카고시마시        | 카고시마준신여자고등학교               | 가족이 고안                                   | 키누요           | 여역 | 1989년   | 퇴단 후, 「마리아 뮤지컬 아카데미」 설립                                                                        |
| 히토미 마리아   | 11월 3일  | 카고시마현 카고시마시        | 카고시마준신여자고등학교               | 가족이 고안                                   | 키누요           | 여역 | 1989년   | 퇴단 후, 「마리아 뮤지컬 아카데미」 설립                                                                        |
| 姫まりか        | 3월 18일  | 쿠마모토현 쿠마모토시        | 쿠마모토신아이죠가쿠인                 | 히메 유미코 (47)에게 받음                     | 히메, 미에코     | 여역 | 1988년   | |
| 히메 마리카     | 3월 18일  | 쿠마모토현 쿠마모토시        | 쿠마모토신아이죠가쿠인                 | 히메 유미코 (47)에게 받음                     | 히메, 미에코     | 여역 | 1988년   | |
| 黛れいな        | 8월 5일   | 교토부 교토시 히가시야마구   | 교토여자고등학교                       | 은사가 명명                                   | 스케상, 스케표우 | 남역 | 1991년   | |
| 마유즈미 레이나 | 8월 5일   | 교토부 교토시 히가시야마구   | 교토여자고등학교                       | 은사가 명명                                   | 스케상, 스케표우 | 남역 | 1991년   | |
| 真弓しずか      | 5월 4일   | 오사카부 사카이시            | 테즈카야마가쿠인                       | 다이치 마오 (59)가 명명                       | 시즈카, 시-카    | 여역 | 1987년   | |
| 마유미 시즈카   | 5월 4일   | 오사카부 사카이시            | 테즈카야마가쿠인                       | 다이치 마오 (59)가 명명                       | 시즈카, 시-카    | 여역 | 1987년   | |
| 美樹さやか      | 12월 26일 | 치바현 치바시                | 치바여자고등학교                       | 본명에서 지인이 명명                          | 미키짱           | 남역 | 1989년   | |
| 미키 사야카     | 12월 26일 | 치바현 치바시                | 치바여자고등학교                       | 본명에서 지인이 명명                          | 미키짱           | 남역 | 1989년   | |
| 瑞木淳          | 10월 4일  | 도쿄도 스기나미구            | Hawai School for girls                 | 치나미 준 (42)이 명명                         | 윳코             | 남역 | 1987년   | |
| 미즈키 준       | 10월 4일  | 도쿄도 스기나미구            | Hawai School for girls                 | 치나미 준 (42)이 명명                         | 윳코             | 남역 | 1987년   | |
| 美月亜優        | 5월 29일  | 오사카부 토요나카시          | 오사카부립시부야고등학교               | 지인이 명명                                   | 유카리, 유카시   | 여역 | 1997년   | |
| 미츠키 아유     | 5월 29일  | 오사카부 토요나카시          | 오사카부립시부야고등학교               | 지인이 명명                                   | 유카리, 유카시   | 여역 | 1997년   | |
| 翠章江          | 9월 25일  | 오사카부 타카츠키시          | 미시마고등학교                         | 존경하는 사람이 명명                          | 오쿠, 아키에짱   | 여역 | 1989년   | |
| 미도리 아키에   | 9월 25일  | 오사카부 타카츠키시          | 미시마고등학교                         | 존경하는 사람이 명명                          | 오쿠, 아키에짱   | 여역 | 1989년   | |
| 美輪さいこ      | 10월 9일  | 도쿄도 오오타구              | 오오타구립제3중학교                    | 본명에서 고안                                 | 야사이, 삿코     | 남역 | 1988년   | 아빠 배우 야마시타 준이치로                                                                                     |
| 미와 사이코     | 10월 9일  | 도쿄도 오오타구              | 오오타구립제3중학교                    | 본명에서 고안                                 | 야사이, 삿코     | 남역 | 1988년   | 아빠 배우 야마시타 준이치로                                                                                     |
| 友麻夏希        | 7월 15일  | 효고현 다카라즈카시          | 나가오중학교                           | 자기가 고안                                   | 유마, 미카       | 남역 | 1990년   | |
| 유마 나츠키     | 7월 15일  | 효고현 다카라즈카시          | 나가오중학교                           | 자기가 고안                                   | 유마, 미카       | 남역 | 1990년   | |
| 若央りさ        | 9월 10일  | 카나가와현 치가사키시        | 세이엔죠가쿠인                         | 가족이 고안                                   | 미츠에           | 남역 | 1995년   | 다카라즈카 가극단 안무가. 다카라즈카 음악학교 모던댄스 교사 조수. 일본무용 하나야나기 로쿠하루우라 (花柳禄春浦) |
| 와카오 리사     | 9월 10일  | 카나가와현 치가사키시        | 세이엔죠가쿠인                         | 가족이 고안                                   | 미츠에           | 남역 | 1995년   | 다카라즈카 가극단 안무가. 다카라즈카 음악학교 모던댄스 교사 조수. 일본무용 하나야나기 로쿠하루우라 (花柳禄春浦) |
| 若菜あん        | 10월 20일 | 오사카부 하비키노시          | 묘조가쿠인고등학교                     | 『빨간머리 앤』에서 아버지와 고안             | 엔짱             | 여역 | 1993년   | |
| 와카나 안       | 10월 20일 | 오사카부 하비키노시          | 묘조가쿠인고등학교                     | 『빨간머리 앤』에서 아버지와 고안             | 엔짱             | 여역 | 1993년   | |